# Berend Coenders van Helpen

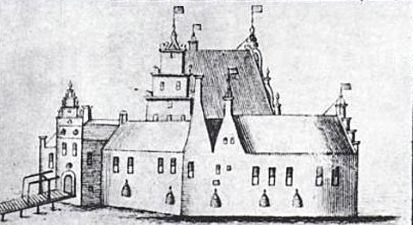
De borg Fraam te Huizinge, waarvan Berend Coenders van Helpen borgheer was. De prent is afkomstig van een kaart van Groningen uit 1678, getekend door de broers Willem en Frederik Coenders van Helpen

Bernhardus (Berend of Barend) Coenders van Helpen (1601-1678) was borgheer van de borg Fraam nabij Huizinge in de Nederlandse provincie Groningen.

## Leven en werk
Coenders werd in 1601 geboren als zoon van Abel Coenders van Helpen (de jongere) en Teteke van Vervou. Hij was in de zeventiende eeuw een van de leiders van de bestuurlijke elite in de Ommelanden. Door zijn huwelijk met een verre nicht Anna Coenders van Helpen, dochter van Wilhelmus Coenders van Helpen, werd hij borgheer van de nabij Huizinge gelegen borg Fraam. Coenders speelde niet alleen een rol in de regionale politiek, hij was ook actief op landelijk niveau. Namens de Staten-Generaal onderhandelde hij in de jaren 1639 en 1640 als lid van een delegatie met Denemarken om de tolkosten door de Sont te verlagen. Een poging tot een 'staatsgreep' op de Sint-Pieterslanddag in 1643 in Groningen leidde tot zijn tijdelijke verdwijning van het bestuurlijke toneel in Groningen. Maar in 1668 was hij weer terug en fungeerde hij als president van de Ommelanden.
Behalve door zijn politieke activiteiten is Coenders ook bekend geworden vanwege het bedrijven van de alchemie, waarover hij diverse werken heeft gepubliceerd. Zijn proeven leidden regelmatig tot ontploffingen in zijn laboratorium in de borg, waarvan de bewijzen bij latere opgravingen werden teruggevonden. Mogelijk werd zijn opvliegend karakter veroorzaakt door de inademing van giftige kwikdampen.
In Huizinge raakte hij in conflict met de plaatselijke predikant Dirk Hamer. Diens kritiek op de borgheer kwam hem duur te staan. Hamer werd door Coenders beschuldigd van valsmunterij en in 1657 bij verstek ter dood veroordeeld.  Later werd die straf omgezet in levenslange verbanning uit Stad en Lande.
In de Johannes de Doperkerk in Huizinge herinnert een door Coenders en zijn vrouw in 1641 aan de kerk geschonken koorhek aan hem. Op een bord boven de doorgang aan de koorzijde worden zijn functies breed uitgemeten. Coenders overleed in 1678. Onbekend is waar hij is overleden.
Hij trouwde op 14 november 1624 met zijn verre achternicht Anna Coenders van Helpen (dochter van Wilhelmus Coenders van Helpen) en had 5 kinderen :
- Abel (1627-vóór 1691), huwde met Bywe Lewe.
- Willem (1629-?).
- Frederik (1631-?), huwde met Maria Jeanne Françoise Cabero d'Espinosa.
- Teetke (1639-1639).

### Over Coenders
- Formsma, W.J., Berend Coenders van Helpen in: Maandblad Groningen, 1960
- Jaeger, F.M., Barend Coenders van Helpen: een Groningsche alchemist der 17e eeuw, in: het Chemisch weekblad, 1918
- Hamer, Diederich, Historia persecutionum injustarum. Dat is: cort ende waerachtigh historisch verhael van de ongehoorde proceduyren ende daer op gevolghde proçes crimineel, met de recht-strĳdige sententie, / als partije en richter beyde gepleeght, geinstitueert, en tot sĳn eygen particulier profĳt uyt gesproken by, ende door last van Berent Conders van Helpen tegens sĳn predicant Diederich Hamer, den selven valschelĳck van valsch munten beschuldight hebbende. ..., Emden, 1659

### Door Coenders
- Escalier des sages ou la philosophie des anciens, uitg. Carel Pieman, Groningen, 1689 (alleen dl.1, Groningen, 1686)
- Introduction à la philosophie des anciens, Parijs, 1689
- Thresor de la philosophie des anciens, uitg. Claude le Jeune, Keulen, 1693